# Яка жінка!
«Яка жінка!» (англ. What a Woman!) — американська комедійна мелодрама режисера Ірвінга Каммінгса 1943 року.

## У ролях
- Розалінд Расселл — Керол Ейнслі
- Браян Агерн — Генрі Пеппер
- Віллард Паркер — професор Майкл «Майк» Кобб
- Алан Дайнгарт — Пет О'Ши
- Едвард Філдінг — сенатор Говард Ейнслі
- Енн Севадж — Джейн Г'юз
- Норма Варден — міс Тіммонс
- Дуглас Вуд — Дін Альфред Б. Шеффер
- Грейді Саттон — містер Кларк
- Ліліан Ірен — Мінна
- Френк Доусон — Бен
- Гобарт Кавано — листоноша